# Ruggero II di Kleve
Ruggero II in lingua tedesca Rutger II. (Kleve) (inizio secolo XI – dopo il 1070) fu conte di Kleve dal 1050 circa fino alla sua morte.

## Origine
Di Ruggero non si conoscono gli ascendenti. 

Secondo alcune fonti era figlio del conte di Kleve, Ruggero I, e della moglie, Wazela di Lotaringia, figlia illegittima del conte palatino di Lotaringia della dinastia degli Azzoni, Azzo di Lotaringia.

Gli Annales Rodenses presentano Ruggero I di Kleve come nobile, famoso e potente, assieme al fratello, Gerardo (in Flandriensi provintia duo nobiles germani fratres aput saeculum praeclari et potens, alter Gerardus et alter vocabatur Rutgerus).

## Biografia
Di Ruggero si hanno poche notizie: secondo il volume XVIII, capitolo 22 delle Europäische Stammtafeln (non consultato), Ruggero fu il secondo conte di Kleves.
Nel 1061 Ruggero è menzionato come vogt del monastero di Colonia di Santa Maria ad Gradus, e, poiché il baliato del monastero era collegato al castello di Tomburg (oggi in rovina), nelle vicinanze di Rheinbach, i conti di Kleve erano signori anche di Tomburg nell'XI secolo. È possibile che Ruggero sia stato menzionato nel 1051 e nel 1057 in contatto con gli arcivescovi di Colonia.
Non si conosce l'anno esatto della morte di Ruggero, che avvenne dopo il 1070

## Matrimonio e discendenza
Di Ruggero non si conosce il nome di una eventuale moglie e non si conosce alcuna discendenza.